# Þórður Gilsson
Þórður Gilsson (Thordhur, 1075-1150) fue un caudillo de Staðarfell, Dalasýsla, en la Islandia medieval, goði y padre de Sturla Þórðarson que sería el patriarca del poderoso clan Sturlungar en el siglo XII. Hijo de Gils Snorrason y Þórdís Guðlaugsdóttir. Casó con Vigdís Svertingsdóttir y tuvieron dos hijos, el mencionado Sturla, Snorri Þórðarson y dos hijas Þórdís Þórðardóttir y Guðrún Þórðardóttir. Su figura histórica aparece en la saga Sturlunga, saga Eyrbyggja, saga de Víga-Glúms, y saga de Njál.
Jesse Byock le cita como ejemplo de ambicioso stórbændr (terrateniente) y precursor de los grandes caudillos protagonistas de la guerra civil islandesa (periodo conocido como Sturlungaöld).